# Буенос Аирес (Панаба)
Буенос Аирес (шп. Buenos Aires) насеље је у Мексику у савезној држави Јукатан у општини Панаба. Насеље се налази на надморској висини од 14 м.

## Становништво
Према подацима из 2005. године у насељу је живео 1 становник.

### Хронологија
| Година       | 2000      | 2005 |
| ------------ | --------- | ---- |
| Становништво | 6 (6 / 0) | 1    |

### Попис
| # | Индикатор                        | Вредност |
| - | -------------------------------- | -------- |
| 1 | Укупно појединачних домаћинстава | 1        |